# Vadim Kojevnikov
Pour les articles homonymes, voir Kojevnikov.
Œuvres principales
Le Glaive et le Bouclier
Vadim Mikhailovitch Kojevnikov (russe : Вади́м Миха́йлович Коже́вников, né le 22 avril 1909 à Togour dans l'oblast de Tomsk et mort le 20 octobre 1984 à Moscou, est un écrivain et journaliste soviétique, rédacteur en chef de la revue Znamia.

## Biographie
Né dans la localité Togour dans le kraï de Narymsk du gouvernement de Tomsk dans la famille de social-démocrates assignées à résidence, Vadim Kojevnikov vit ensuite avec ses parents à Tomsk en 1910-1925. Il fait ses études à la faculté d'ethnologie de l'Université d'État de Moscou et en sort diplômé en 1933. Il devient correspondant des périodiques comme Komsomolskaïa Pravda, Ogoniok, Smena. Son premier récit Le Port est publié en 1930. En 1939, sort son premier recueil de nouvelles Conversation de nuit (Ночной разговор).
Membre de l'Union des écrivains soviétiques depuis 1940. Lors de la Seconde Guerre mondiale il est correspondant de guerre, à partir de 1943 - pour le journal Pravda. Il participe entre autres à la bataille de Berlin.
En 1949, il est nommé rédacteur en chef de la revue Znamia, il occupera ce poste pendant quarante ans, pratiquement jusqu'à sa mort.
A l'époque de la déstalinisation, en 1962, peu après la publication dUne journée d'Ivan Denissovitch' d'Alexandre Soljenitsyne, on publie le récit de Kojevnikov Un jour qui passe qui raconte l'histoire d'un ouvrier soviétique persécuté par les autorités après qu'il a été prisonnier de guerre en Allemagne.
On lui attribue le prix d'État de l'URSS en 1971, pour les nouvelles Piotr Riabinkine (Пётр Рябинкин, 1968) et L'Unité spéciale (Особое подразделение, 1969).
Vadim Kojevnikov a signé une lettre ouverte d'un groupe d'écrivains soviétiques condamnant des «actions et discours antisoviétiques d'Alexandre Soljenitsyne et Andreï Sakharov» publiée dans le journal Pravda le 31 août 1973.
Il fut député de 7e-11e Soviet suprême de l'Union soviétique (1966-1984) de la province de Samarcande.
Mort le 22 octobre 1984 à Moscou, Vadim Kojevnikov est enterré au cimetière de Peredelkino.

## Œuvres
- Un jour qui passe (1962)
- Le Glaive et le Bouclier (Щит и меч, 1965)

### Adaptations
- 1968 : Le Glaive et le Bouclier de Vladimir Bassov